# Asociación de Cine de Manchukuo

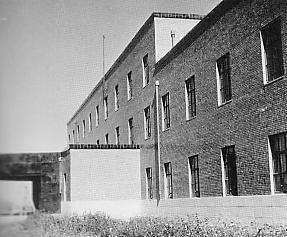
Estudios de la Asociación de Cine de Manchukuo.

La Asociación de Cine de Manchukuo (満洲映画協会, Manshu Eiga Kyokai, o 満映 (Man'ei)) (en chino: 株式會社滿洲映畫協會) también conocida como "Producción Cinematográfica de Manchuria", fue una compañía de producción cinematográfica japonesa en Manchukuo en las décadas de 1930 y 1940.

## Historia

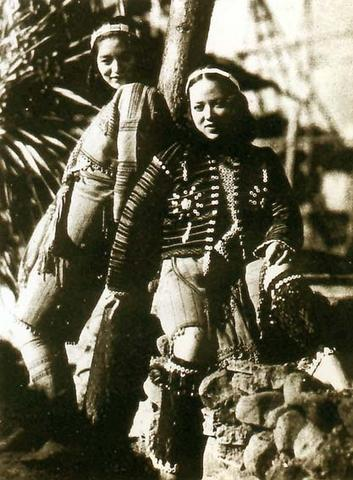
Escena de la película Sayon no kane (1943), protaonizada por Ri Kōran y producida por Man'ei.

La Asociación de Cine de Manchukuo se estableció el 14 de agosto de 1937 como una empresa de política nacional (国策会社), una empresa conjunta al cincuenta por ciento entre el gobierno de Manchukuo y el Ferrocarril del Sur de Manchuria. Los estudios originales estaban ubicados en una antigua fábrica de artículos de lana, con oficinas en el antiguo Instituto de Arquitectura de Jilin (吉林省建築設計院) en la provincia de Jilin. A diferencia de los mercados cinematográficos abiertamente "coloniales" de Japón en Taiwán y Corea, la Asociación de Cine de Manchukuo fue promovida desde el principio por los japoneses como un estudio de cine chino dirigido por japoneses. Man'ei surgió de la División Fotográfica del Ferrocarril del Sur de Manchuria, que inicialmente se encargó de producir películas industriales y educativas sobre Manchukuo para educar al público japonés. Negishi Kan'ichi fue reclutado de su puesto como Director de Tamagawa Studios de Nikkatu para dirigir Man'ei y racionalizar la producción de largometrajes allí. Los materiales promocionales de los estudios se jactaban de que Man'ei tenía las instalaciones más modernas de toda Asia en ese momento.
Nobusuke Kishi, uno de los principales funcionarios involucrados en el desarrollo industrial de Manchukuo, reclutó a Masahiko Amakasu, jefe del Ministerio de Asuntos Civiles de Manchukuo, para administrar la operación en 1939 en reemplazo de Negishi. Amakasu utilizó de manera efectiva su condición de forastero de la industria cinematográfica, así como su notoriedad como el asesino de Osugi Sakae y su familia para mantener la independencia de Man'ei de la industria cinematográfica japonesa. Amakasu fue frecuentemente crítico y en ocasiones hostil a las críticas japonesas de Man'ei. Como resultado de una gira de 1936 por la Alemania nazi y la Italia fascista, Amakasu pudo ver de primera mano los grandes estudios europeos de Universum Film AG de Alemania y Cinecittà de Italia. Después de asumir su puesto en Man'ei, Amakasu estaba decidido a racionalizar el sistema de producción del estudio después de la UFA para competir tanto con Hollywood como con la industria cinematográfica japonesa. Esto incluyó el uso de agentes de la Compañía Towa para que lo ayudaran a adquirir las últimas técnicas de producción y cámaras cinematográficas alemanas. Amakasu también recibió a notables de la industria cinematográfica japonesa, incluidas estrellas de cine, directores y conductores (como Takashi Asahina). Quizás lo más singular del Man'ei de Amakasu era su personal. Aunque Amakasu fue considerado de derecha, fue inusualmente liberal al contratar a muchos simpatizantes comunistas y de izquierda en un momento en que estaban siendo purgados de la industria cinematográfica japonesa. En este sentido, Man'ei se parecía a Hollywood, UFA, Cinecittà y Shanghái como un centro cinematográfico cosmopolita que reunía al personal cinematográfico de una variedad de etnias y tendencias políticas.
A Amakasu también se le atribuye el lanzamiento de la carrera de la actriz y cantante Yoshiko Ōtaka, más conocida como "Ri Kōran". Pero lo más importante es que Man'ei bajo Amakasu fue único por su insistencia en la autosuficiencia. Rompiendo con otros mercados cinematográficos coloniales japoneses, Amakasu sostuvo que su audiencia principal, de hecho, no eran los japoneses, sino los manchúes. En un artículo de 1942 titulado "Haciendo películas para los manchúes", Amakasu afirmó; "No hay absolutamente ninguna necesidad de hacer películas que exoticen Manchukuo para Japón. Japón probablemente hará sus propias películas que se equivocan de todos modos, vulgarizando los aspectos inusuales de Manchuria. No debemos olvidar que nuestro enfoque son los manchúes y, después de hacer avance, nada debería impedirnos producir películas para Japón".
Man'ei produjo una gran cantidad de películas, divididas aproximadamente en tres categorías: "drama humano", "educativo" y "documental". El gobierno japonés continuó brindando apoyo financiero y la Asociación produjo obras que hablaban de la manera más positiva posible sobre el gobierno de Manchukuo.

## Separación
En 1945, tras la invasión soviética de Manchukuo y el caos posterior que rodeó la rendición de Japón, el estudio se desintegró. El Ejército Rojo soviético saqueó su equipo y Masahiko Amakasu se suicidó tomando veneno. En agosto de 1945, el Partido Comunista de China y el Kuomintang lucharon por los derechos de la antigua empresa. En abril de 1946, el Partido Comunista de China tomó oficialmente el control de la Asociación y la fusionó con Northeast Film Studio. La colección del estudio se consolidó más tarde en el Changchun Film Studio, lo que lo convirtió en un punto de inflexión en la producción cinematográfica en la República Popular China.

## Legado
La Asociación de Cine de Manchukuo es una de las empresas más controvertidas de la historia del cine chino, ya que sus obras son vistas como propaganda y parte de la expansión cultural o invasión cultural de China por parte de Japón.
Aproximadamente la mitad de los archivos de películas de la Asociación se perdieron en manos de los soviéticos tras la Segunda Guerra Mundial. En mayo de 1995, Japón recompró las películas que estaban en el segmento perdido. Inicialmente, una empresa japonesa empaquetaba las películas en 30 episodios para venderlas en Japón a 300.000 yenes. El gobierno chino presentó una queja oficial sobre la legitimidad del asunto, ya que el gobierno de la República Popular China reclama la propiedad de los derechos de autor de cualquiera de las obras anteriores de Manchukuo, y las películas fueron reproducidas sin el consentimiento de China. Japón acordó devolver algunas obras como compensación. Algunos se conservan hoy en el Archivo Nacional de Cine de China, otros se conservan en el Estudio de Cine de Changchun.